# Сливка, Ядвига
Ядвига Анна Сливка (пол. Jadwiga Anna Śliwka, род. 3 ноября 1977, Катовице) — польский биолог и агроном, профессор сельскохозяйственных наук, профессор Института селекции и акклиматизации растений.

## Биография
Ядвига окончила 4-ю среднюю школу в Катовице. Во время учёбы в средней школе выполнила свою первую научно-исследовательскую работу и стала лауреатом 24-й (1995 год) и финалисткой 25-й Центральной биологической олимпиады (1996 г.). В 2001 году окончила биологический факультет Ягеллонского университета. Докторскую степень получила в 2005 году в Институте селекции и акклиматизации растений под руководством профессора Вальдемара Марчевского. В 2013 году она получила степень доктора наук в ИСиАР на основе однотематической серии из пяти публикаций под названием «Идентификация и характеристика экспрессии генов устойчивости к Phytophthora infestans (Mont.) de Bary и их использование в селекции культурного картофеля Solanum tuberosum L». 28 сентября 2018 года присвоено учёное звание профессора сельскохозяйственных наук.
С 2001 года связана с Институтом селекции и акклиматизации растений, где стала профессором (2019). В 2009 году она стала заведующей лабораторией устойчивости грибов и бактерий, позже преобразованной в лабораторию патогенов картофеля, а с 2022 года — в группу патогенов картофеля. Кроме того, она стала членом учёного совета ИСиАР.
Она специализируется на агрономии. Она опубликовала более 45 оригинальных работ и около 70 научных сообщений. Под её руководством работали три доктора сельскохозяйственных наук. В 2017—2022 годах она была президентом Европейской ассоциации исследований картофеля.
В 2016 году награждена Бронзовым Крестом Заслуги.